# Pozsonynádas
Pozsonynádas (szlovákul Trstín, korábban Nadaš, németül Nadasch) község  Szlovákiában, a Nagyszombati kerületben, a Nagyszombati járásban.

## Fekvése
Nagyszombattól 20 km-re északnyugatra.

## Története
A honfoglalás után területén székely határőrtelepülés állt, amely azonban a tatárjáráskor valószínűleg elpusztult. Nádast 1256-ban IV. Béla adománylevelében említik először. Plébániatemploma a 18. század közepén épült. Az 1773-as urbárium Nádast az oppidiumok, azaz mezővárosok között említi. Az 1817. február 18-án kibocsátott oklevél a településnek évi négy országos vásárt engedélyez. A 19. században Nádason három malom működött, ebből kettő a faluban.
Vályi András szerint "NÁDAS. Tót helység Posony Várm. földes Urai több Urak, lakosai katolikusok, fekszik Nagy Szombat Városához 2 mértföldnyire, határja 3 dűlőre van osztva, de tsekély termékenységű, legelő mezejek, ’s fájok elég van."
Fényes Elek szerint "Nádas, tót m. v. Poson most F. Nyitra vmegyében, Nyitra vármegye szélén, a Szeniczre vivő országutban egy igen kies vidéken: 1126 kath., 5 evang., 213 zsidó lak., kath. paroch. templom; synagoga. Határa dombos; nagy erdeje sok vadat táplál; szőlőhegye savanyú bort terem. A korláthkői urad. tartózik, s nagy részt Motesiczky nemes nemzetség birja. Ut. p. Nagy-Szombat."
A trianoni békeszerződésig Pozsony vármegye Nagyszombati járásához tartozott.

## Népessége
| Év:            | 1994. | 2004.   | 2014.   | 2024.   |
| -------------- | ----- | ------- | ------- | ------- |
| Emberek száma: | 1278  | 1313    | 1416    | 1369    |
| Eltérés:       |       | +2,73 % | +7,84 % | -3,31 % |

| Év:            | 2023. | 2024.   |
| -------------- | ----- | ------- |
| Emberek száma: | 1372  | 1369    |
| Eltérés:       |       | -0,21 % |

1910-ben 1604-en, többségében szlovák anyanyelvűek lakták, jelentős magyar kisebbséggel.
2011-ben 1270 lakosából 1254 fő szlovák volt.
2011-ben 1373 lakosából 1333 fő szlovák volt.

## Nevezetességei

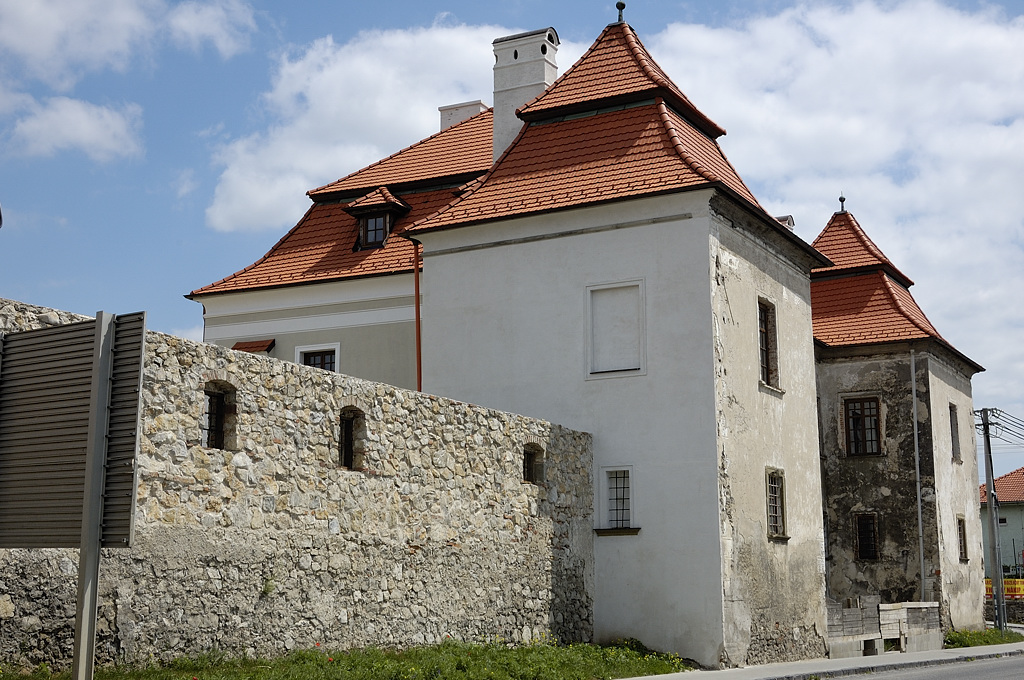
A reneszánsz kastély

- Szent Péter és Pál apostolok tiszteletére szentelt római katolikus temploma 1753 és 1763 között épült.
- Két kastélya közül az egyik a 18. század közepén épített barokk, a másik 17. századi reneszánsz várkastély a Motesici családé volt.

## Nevezetes személyek
- Itt született 1901-ben Rados Kornél építész, egyetemi tanár (meghalt 1985-ben)

## Külső hivatkozások
- Hivatalos oldal (szlovákul)
- Községinfó
- Pozsonynádas Szlovákia térképén
- Fényképek
- E-obce.sk Archiválva 2007. november 16-i dátummal a Wayback Machine-ben